# Jay Taylor
Cornellias F. "Jay" Taylor, Jr. (Aurora, Illinois, 3 de octubre de 1967 - ibídem, 4 de julio de 1998) fue un jugador de baloncesto estadounidense que jugó una temporada en la NBA y cinco en la CBA. Con 1,91 metros de estatura, lo hacía en la posición de escolta.

## Trayectoria deportiva

### Universidad
Jugó durante cuatro temporadas con los Panthers de la Universidad del Este de Illinois, en las que promedió 16,7 puntos y 4,3 rebotes por partido. Fue elegido en dos ocasiones en el mejor quinteto de la Mid-Continent Conference, y el último año además Jugador del Año de la conferencia. Posee los récords de su universidad en puntos anotados (1.926), puntos (748) y promedio de puntos en una temporada (23,4). Además, es el máximo anotador histórico en un partido de la conferencia, con 47 puntos logrados en 1989.

### Profesional
Tras no ser elegido en el Draft de la NBA de 1989, fichó como agente libre por los New Jersey Nets, con los que promedió 3,0 puntos por partido. Jugó posteriormente en varios equipos de la CBA, promediando en total 17,2 puntos por partido.
Falleció a los 30 años de edad debido a un incendio en su apartamento.

## Estadísticas de su carrera en la NBA

### Temporada regular
| Año     | Equipo     | PJ | PT | MPP | %TC  | %3P  | %TL  | RPP | APP | ROB | TPP | PPP |
| ------- | ---------- | -- | -- | --- | ---- | ---- | ---- | --- | --- | --- | --- | --- |
| 1989-90 | New Jersey | 17 | 0  | 6.7 | .404 | .231 | .667 | .6  | .3  | .3  | .2  | 3.0 |
| Total   | Total      | 17 | 0  | 6.7 | .404 | .231 | .667 | .6  | .3  | .3  | .2  | 3.0 |